# Braunschweiger Jäger

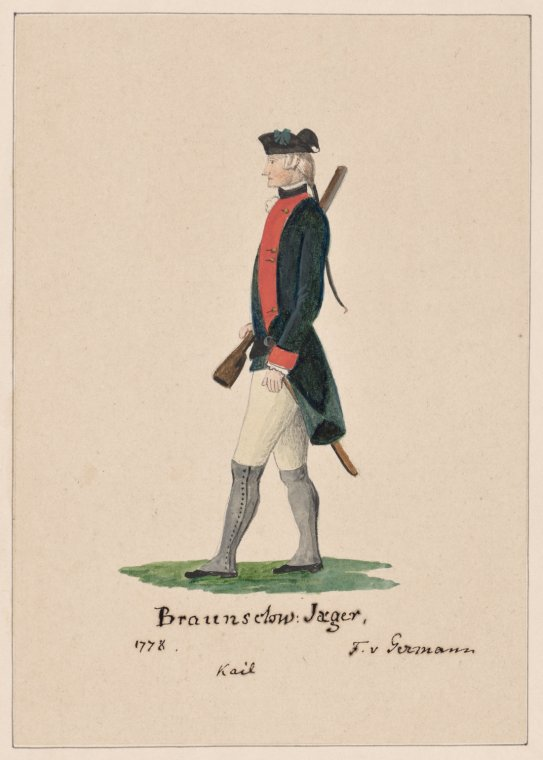
Braunschweiger Jäger (1778)

Braunschweiger Jäger ist der umgangssprachliche Name des braunschweigisch-wolfenbüttelschen Leichten Infanterie-Bataillons „von Barner“, das auf Seiten der Briten am Amerikanischen Unabhängigkeitskrieg teilnahm. Das Bataillon bestand aus insgesamt fünf Kompanien, darunter eine Kompanie Jäger; abgeleitet von der Jägerkompanie wurde das Bataillon auch als „kombiniertes“ oder „Jägerbataillon“ bezeichnet.

## Geschichte
Bereits 1760 im Siebenjährigen Krieg hatte das kleine Fürstentum ein Jägerbataillon aufgestellt, das aber zum Ende des Krieges 1763 wieder aufgelöst wurde. Als der britische König Georg III., Kurfürst von Braunschweig-Lüneburg, im Jahr 1776 seine Verbündeten in Deutschland um Unterstützung durch Subsidientruppen für den Krieg in den amerikanischen Kolonien bat, wurden auch in Braunschweig zwei Divisionen aus 3.964 Mann Infanterie und 336 Mann Kavallerie aufgestellt, darunter das Leichte Infanterie-Bataillon „von Barner“. Die zweite Kompanie unter Kapitän Schottelius war eine Jägerkompanie, gebildet überwiegend aus Forstleuten und erfahrenen Schützen. Diese Spezialeinheit, ausgestattet mit kurzen, gezogenen Jägerbüchsen und Hirschfängern, hatte die Aufgabe, als Plänkler und Späher dem Heer vorauszugehen, den Feind zu beunruhigen und vor allem dessen Offiziere durch gezielte Schüsse auszuschalten.
Ende 1776 beteiligten sich die Braunschweiger Jäger an der erfolgreichen Verhinderung der amerikanischen Invasion von Kanada, nahmen am Saratoga-Feldzug teil und gerieten schließlich in der Schlacht von Saratoga in amerikanische Gefangenschaft. Während sich der Großteil der braunschweigischen Truppen bis zum Ende des Unabhängigkeitskrieges in Kriegsgefangenschaft befand, verblieb eine Rest-Einheit in Kanada und wurde regelmäßig durch neu geworbene Rekruten verstärkt. Dort wurden diese Braunschweiger – einschließlich einer kleinen Jägereinheit – bis 1783 von den Briten zur Grenzsicherung eingesetzt und halfen folglich mit, weitere Ambitionen der Amerikaner auf einen erneuten Vorstoß nach Kanada von vorneherein zu unterbinden. Nach Kriegsende wurden die Truppen nach ihrer Rückkehr in das Fürstentum Braunschweig-Wolfenbüttel aufgelöst, aber es verblieben weiterhin Restverbände, so dass es keine eindeutigen Daten über die Auflösung der Jägereinheit gibt.

## Literatur

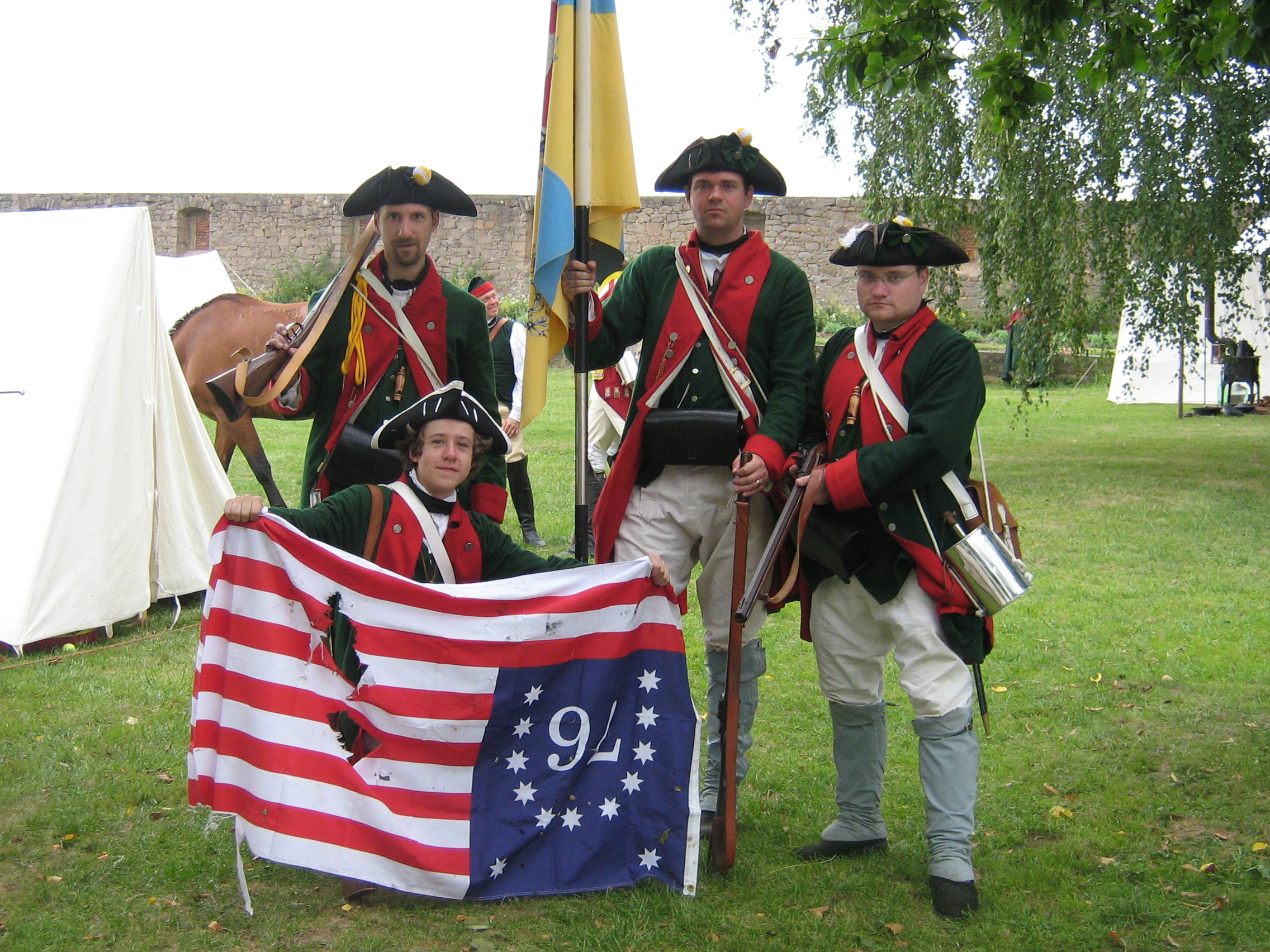
Mitglieder der Reenactment-Gruppe „Braunschweiger Jäger 1776 e. V.“ bei der 11. Zeitreise auf Schloss Fasanerie zu Eichenzell am 10. August 2008 mit „erbeuteter“ Rebellenfahne.